# Лак для ногтей

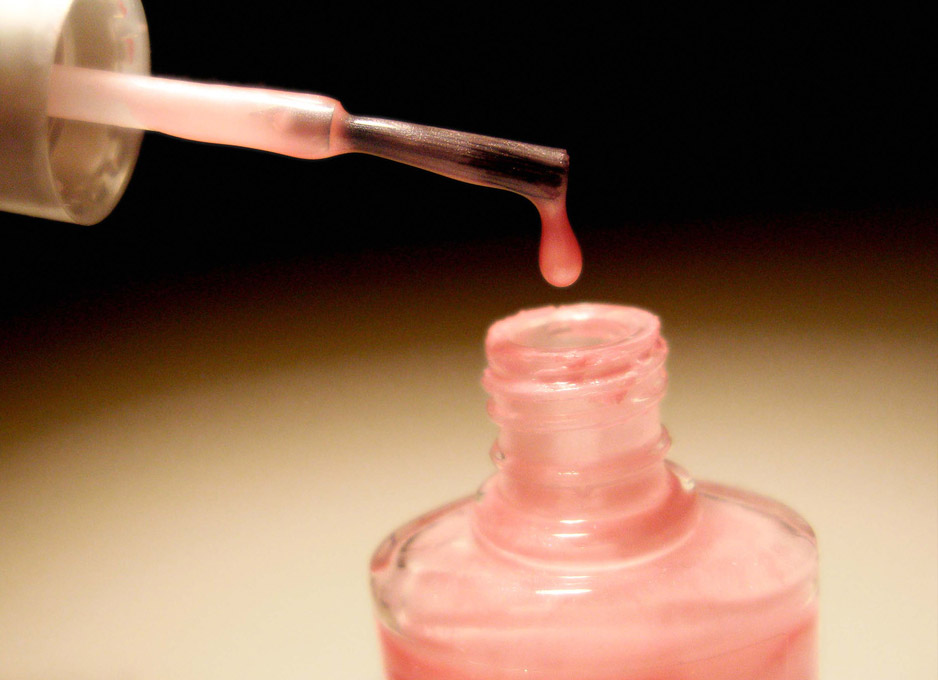
Розовый лак для ногтей

Лак для ногте́й — косметическое средство, предназначенное для нанесения на ногти пальцев рук, а также ног.

## История

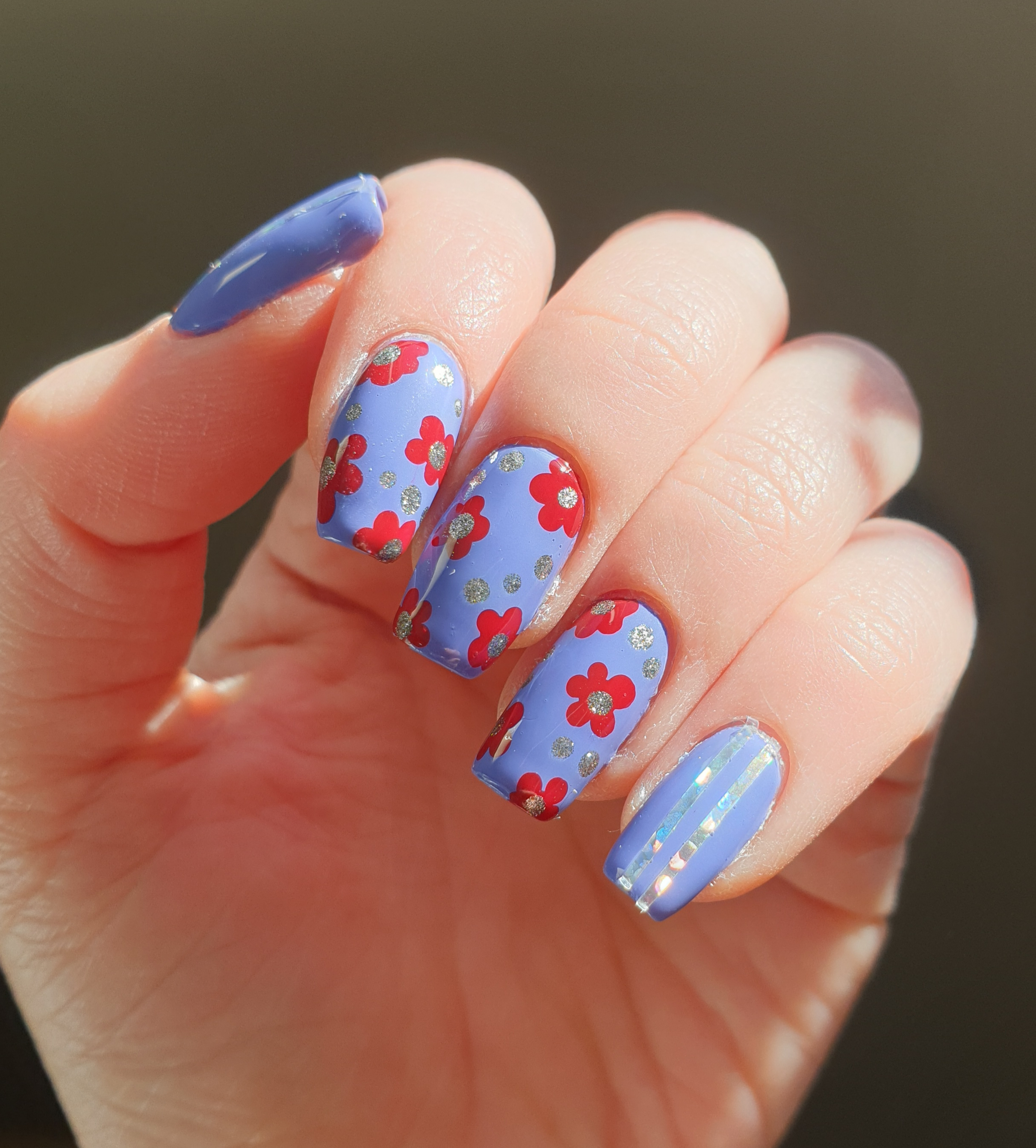
Накрашенные ногти

По некоторым данным[каким?] лак для ногтей был изобретён в Китае около XXX века до н. э.. Во времена китайской династии Мин в моду входят длинные ногти как признак высшего сословия. Женщины отращивали ногти (иногда длиной до 25 сантиметров) для демонстрации того, что они не занимаются ручным трудом, а мужчины — как признак мужественности и амулет от зла.
В Древнем Египте листья червеницы (Anchusa tinctoria) предположительно использовались для изготовления пасты для окрашивания рук, подошв ног, а также ногтей и волос. Также некоторые исследователи отмечают, что ногти на руках и ногах древнеегипетских статуй иногда бывают окрашены в красный цвет.
Известно использование «полировки для ногтей» в Древнем Риме (около 100 года до н. э.), состоящей из жира и крови животных.
Первую в мире несмываемую водонерастворимую формулу лака для ногтей изобрел Чарльз Ревсон, основатель компании Revlon (1934 г.). Структура лака была нестабильна, покрытие отшелушивалось уже через два-три дня. В качестве жидкости для снятия лака использовался обычный ацетон. Гамма лаковых покрытий была весьма однообразна: около пяти-шести оттенков красного, при этом используемые пигменты были достаточно небезопасны..

## Состав
Любой типичный современный лак содержит четыре основных типа ингредиентов: полимеры, растворители, пластификаторы, пигменты.
- Полимеры. Являются основой любого лакового покрытия. Тосиламидформальдегидная смола (ТСФ) и производные нитроцеллюлозы (например, ацетобутират целлюлозы[4]) — традиционные составляющие современных лаков. Именно они и образуют прочную блестящую плёнку, которая называется лаковым покрытием.
  - Нитроцеллюлоза, растворяясь в смеси растворителей, создаёт яркую блестящую твердую плёнку, но без дополнительных добавок будет хрупкой и не даст нужного сцепления с поверхностью ногтя.
  - ТСФ — синтетический полимер, хорошо сочетаемый с живыми тканями организма. Именно этот ингредиент определяет качество сцепления с ногтем и делает лаковое покрытие прочным. Не имеет отношения к содержанию в лаке чистого формальдегида. Следовая концентрация последнего не должна превышать 0,05 %[5].
- Растворители. Лаковые покрытия твердеют не посредством полимеризации, но благодаря испарению растворителей, которые входят в их состав. Именно они выполняют роль носителей всех ингредиентов лака. Также их содержание определяет способность лака быть качественно нанесённым на ногти. Комбинация нескольких видов растворителей даёт оптимальное время высыхания лака на ногтях. Растворителями в лаках являются сложные эфиры, распространённые в кондитерской промышленности для производства фруктовых эссенций и конфет — этилацетат и бутилацетат. Именно их характерный «аромат» слышится при открытии флакона с лаком[6]. Также в состав лаковых покрытий входят изопропиловый спирт, стеаралконий гекторит и диметикон.
  - Бутилацетат даёт возможность распределить лак по поверхности ногтя.
  - Этилацетат отвечает за скорость высыхания и формирования плёнки.
  - Изопропиловый спирт, являющийся аналогом этилового спирта и основой профессиональных антисептиков. Он используется для резкого снижения взрыво- и огнеопасности нитроцеллюлозы.
  - Стеаралконий гекторит противодействует осаждению пигмента и контролирует равномерное распределение лака по поверхности.
  - Диметикон — разновидность силикона, который ускоряет процесс высыхания лака. Также часто является основным ингредиентом наряду с жидкими маслами в спреях-«сушках» для лака.
- Пластификаторы. Придают лаковой плёнке необходимую эластичность и прочность. Часто используют: дибутилфталат и камфору.
  - Дибутилфталат — надёжный и гарантированный пластификатор в лаках. Однако оказался под запретом в Евросоюзе из-за предполагаемого, но не доказанного негативного воздействия на организм. Американские производители, вслед за этим, перестали использовать этот ингредиент в лаках, заменив его трифенилфосфатом или пентанил диизобутиратом[6].
  - Камфора — пластификатор натурального происхождения из камфорного дерева и других растений. В связи с неоднозначной реакцией организма человека на ингредиент[7], некоторые производители лаковых покрытий отказываются от использования его в составе своих лаков.
- Пигменты. Применяются натуральные и синтетические. Слюда, силикаты, диоксид титана, оксихлорид висмута, D&C Red, D&C Blue, D&C Yellow, лимонная кислота.
  - Слюда — естественный ингредиент, придаёт лакам эффект мерцания.
  - Силикаты — способны контролировать консистенцию лака и одновременно предупреждать осаждение пигментов.
  - Диоксид титана — самый распространённый пигмент, придающий лаку белый цвет и регулирующий все остальные оттенки цветов.
  - Оксихлорид висмута — соль, придаёт различным лакам перламутровый эффект. Иногда для этой цели используют специальные глины и натуральный перламутр[6].
  - D&C Red, D&C Blue, D&C Yellow — пигменты натурального и синтетического происхождения различных цветов от красного до синего и чёрного.
  - Лимонная кислота — эффективна как стабилизирующий агент.

## Виды лаков
Современные лаки для ногтей разделяются на несколько групп.
- Основа. Обычно наносится на ноготь в первую очередь и выполняет несколько функций — подготавливает поверхность ногтя для нанесения слоя основного лака, защищает ноготь от пожелтения при использовании цветных лаков тёмных цветов. Некоторые основы содержат добавки — частицы талька, шёлка или других веществ, заполняющих неровности ногтя. Существуют также лечебные основы, содержащие вещества для защиты от грибковых заболеваний, или вещества, помогающие росту и укреплению ногтя (с примесью эпоксидных или формальдегидных смол, а также поливинилбутирола; иногда с кальцием). Лечебные основы могут использоваться как совместно с декоративным лаком, так и самостоятельно.
- Цветной (декоративный) лак. Обычно наносится на основу и служит для придания ногтю нужного цвета. Сверху на цветной лак рекомендуется наносить слой защитного лака для предотвращения его отшелушивания. Часто наносится в несколько слоёв для придания ногтю более гладкого и блестящего вида.
- Защитный лак. Прозрачный лак, предназначенный для защиты нанесённого цветного лака или основы от растрескивания и шелушения. Высыхает быстрее основы, придаёт ногтям глянцевый блеск.

Лаки рекомендуется наносить на очищенную от жира и грязи поверхность ногтя (для этого используются специальные косметические средства) и дать каждому нанесённому слою просохнуть до конца.
Обработка ногтей, в том числе и с помощью лаков, на руках называется маникюром, а на ногах — педикюром.